# Jovens Polacas
Jovens Polacas é um filme de drama brasileiro de 2020, dirigido e escrito por Alex Levy-Heller, baseado no livro homônimo escrito por Esther Largman. É produzido por Marcelo Pedrazzi e Alexandre Rocha e estrelado por um elenco composto por Jacqueline Laurence, Emílio Orciollo Netto, Lorena Castanheira, Thierry Tremoroux, Branca Messina, Flávio Migliaccio e Berta Loran. O filme aborda a história de jovens mulheres judias e pobres, do Leste Eurpeu, que vieram ao Brasil em busca de vida melhor mas foram exploradas.
O filme teve estreia mundial no Global Migration Film Festival, na Grécia, em 15 de novembro de 2019, e foi lançado no Brasil a partir de 27 de fevereiro de 2020. O filme recebeu avaliações mornas por parte dos críticos que, em geral, elogiaram a direção de fotografia, porém criticaram o roteiro e a direção. Por suas performances no filme, Berta Loran e Flávio Migliaccio foram indicados pela Academia Brasileira de Cinema ao Grande Otelo de melhor atriz coadjuvante e melhor ator coadjuvante, respectivamente.
No Brasil, foi lançado nos cinemas pela Pipa Filmes em 27 de fevereiro de 2020.

## Sinopse
O jovem jornalista Ricardo (Emilio Orciollo Netto) está desenvolvendo uma pesquisa de doutorado a respeito das "escravas brancas" no Rio de Janeiro, também conhecidas como Polacas, as quais eram jovens judias traficadas do Leste Europeu para o Brasil, com a promessa de melhoria de vida e casamento, mas na verdade eram levadas direto para prostíbulos. Como meio de pesquisa, ele entrevista Mira (Jacqueline Laurence), filha de uma "Polaca".

## Elenco
| Jacqueline Laurence   | Dona Mira        |
| Emílio Orciollo Netto | Ricardo          |
| Lorena Castanheira    | Sarah            |
| Thierry Tremouroux    | Jean Leloux      |
| Berta Loran           | Sarita           |
| Flávio Migliaccio     | Mr. Abrahão      |
| Branca Messina        | Luciene          |
| Alessandra Verney     | Norma            |
| Thalita Godoy         | Lena             |
| Talita Feuser         | Anita            |
| Raquel Karro          | Dora             |
| Lorena Ecard          | Mirinha          |
| Rodrigo Tavares       | Abrahão (jovem)  |
| Monique Houat         | Lili das Joias   |
| Luísa Pitta           | Sabina Wald      |
| Sarah Lelièvre        | Elizabeth Maller |
| Roumer Canhães        | Gabriel          |
| Leonardo Paes Leme    | Adolpho Willer   |
| Felipe Vasconcelos    | Jacob Grant      |
| Henrique Pinho        | Salomão Zatusky  |

## Produção
O filme é livremente adaptado a partir da obra homônima de Esther Largman. O filme foi gravado no Rio de Janeiro e contou com cenas rodadas no "Cemitério das Polacas", em Inhaúma, local onde as próprias mulheres que chegaram do Leste Europeu e foram exploradas construíram à época em que chegaram ao Brasil.

## Lançamento
O filme teve sua première na Grécia durante o Global Migration Film Festival, em 15 de dezembro de 2019. Ainda neste mesmo mês, o filme foi exibido no Cine Migração Festival. Foi lançado comercialmente no Brasil a partir de 27 de fevereiro de 2020, sendo distribuído pela Pipa Filmes. Em 27 de novembro de 2020, foi exibido na Rússia no Moscow Jewish Film Festival.[carece de fontes?]

## Recepção
O Correio Braziliense reportou que "Jovens polacas traz uma marcante cena no bairro carioca de Inhaúma, e se prova cheio de boas intenções em mapear dores de pessoas que contribuíram com melancolia e doses de ingenuidade para alguns ladrilhos da formação da riqueza cultural do país."

## Prêmios e indicações
| Ano  | Associações                        | Categoria                | Nomeações         | Resultado |
| ---- | ---------------------------------- | ------------------------ | ----------------- | --------- |
| 2021 | Grande Prêmio do Cinema Brasileiro | Melhor Atriz Coadjuvante | Berta Loran       | Indicado  |
| 2021 | Grande Prêmio do Cinema Brasileiro | Melhor Ator Coadjuvante  | Flávio Migliaccio | Indicado  |
| 2021 | Grande Prêmio do Cinema Brasileiro | Melhor Roteiro Adaptado  | Alex Levy-Heller  | Indicado  |
| 2021 | Grande Prêmio do Cinema Brasileiro | Melhor Maquiagem         | Sid Andrade       | Indicado  |
| 2021 | Grande Prêmio do Cinema Brasileiro | Melhor Figurino          | Sol Azulay        | Indicado  |
| 2021 | Grande Prêmio do Cinema Brasileiro | Melhor Efeito Visual     | Bernardo Neder    | Indicado  |